# Чайкин, Валентин Афанасьевич
Валентин Афанасьевич Чайкин (26 августа 1925 года — 12 сентября 2018 года) — советский и российский конькобежец и тренер по конькобежному спорту. Заслуженный мастер спорта СССР. Заслуженный тренер РСФСР. Судья республиканской категории по конькам. Почётный гражданин города Кирова (2009). Серебряный призёр чемпионата СССР (1952) в многоборье, 2-кратный рекордсмен мира.
Экс-обладатель мирового рекорда на 1500 м (2:12,9), который держался с 1952 по 1955 год. Бронзовый призёр чемпионата мира 1953 года на дистанции 500 м.

## Биография
Валентин Афанасьевич Чайкин родился в Вятке. Отец Афанасий Емельянович был служащим, мать Галина Семеновна — рабочей. Маленький Валя начал кататься на коньках в возрасте пяти лет. Подростком стал заниматься сначала в конькобежной секции "Динамо" у Леонида Пушкарёва, потом у Постникова. Спортивные результаты Чайкина медленно, но верно шли в гору. Перед самой войной он поступил в техникум. 
В 1942 году он начал работать токарем на заводе № 266. Осенью 1944 года продолжил обучение в Кировском авиатехникуме. После окончания Кировского авиационного техникума с 1947 по 1956 год работал техником-лаборантом на заводе № 32. В 1948 году, выступая за команду ДСО "Крылья Советов", впервые участвовал в крупных соревнованиях на 4-й зимней Спартакиаде в Свердловске, а через год дебютировал на первенстве СССР. 
Первый крупный успех пришёл к Чайкину в 1951 году, когда на открытии катка Медео он пробежал 1500 метров с результатом 2:17,4 сек, а следом на соревнованиях на приз министра Казахской ССР стал вторым в многоборье. В январе 1952 года на чемпионате СССР в Алма-Ате Чайкин выиграл серебряную медаль в абсолютном зачёте и установил мировой рекорд на дистанции 1500 метров - 2:12,9 и значительно улучшил мировой рекорд, принадлежавший норвежцу Энгнестангену.
В 1953 году на чемпионате мира в Хельсинки он выиграл малую бронзовую медаль в беге на 500 метров, но в сумме многоборья занял 14-е место. В 1956 году заочно окончил Ленинградский институт физкультуры им. П. Ф. Лесгафта.
С 1956 по 1994 год работал тренером в авиационном техникуме, спортивных школах при заводах № 32 и 266, на факультете физвоспитания Кировского педагогического института им. В. И. Ленина, в сборных командах города Кирова и Кировской области, центральных добровольных спортивных обществах "Крылья Советов", «Зенит», «Труд», «Буревестник». Был тренером сборной команды СССР на международных соревнованиях в Польше, ГДР и на Универсиаде в США.
В годы работы в педагогическом институте также занимался научной работой, опубликовал 18 статей в научном журнале «Теория и практика физической культуры», сборнике «Конькобежный спорт». В 1978 году изобрёл устройство для подачи старта спортсменам в соревнованиях на время, на которое получил авторское свидетельство в 1980 году.
За время своей тренерской деятельности Чайкин подготовил 244 спортсмена-разрядника, а также 17 мастеров спорта СССР и 2 мастера спорта международного класса:
- Александр Чекулаев — трёхкратный чемпион СССР в отдельных дисциплинах (1969, 1972, 1974), пятикратный чемпион Универсиад (1968, 1970)[11].
- Владимир Чехонин — чемпион РСФСР 1978 года.

В 2016 году вышла книга «В. А. Чайкин. Конькобежец-рекордсмен. Заслуженный тренер России. Педагог».
Имел научные труды и изобретения.
Умер 12 сентября 2018 года.

### Семья
Жена — Тамара Фёдоровна Чайкина, в прошлом конькобежка. В 1956-м Валентин Афанасьевич и его жена Тамара Фёдоровна завоевали звания чемпионов Кировской области. Сыновья — Виктор Чайкин, тренер по конькобежному спорту, Анатолий Чайкин. Дочь  — Ольга Чайкина.

## Личные результаты
| Год  | Соревнования   | Место проведения     | Место | Очки    | 500м    | 5000м       | 1500м      | 10 000м |
| ---- | -------------- | -------------------- | ----- | ------- | ------- | ----------- | ---------- | ------- |
| 1952 | Чемпионат СССР | Алма-Ата, СССР       | 2     |         |         |             | 2:12,9 ()  |         |
| 1953 | Чемпионат мира | Хельсинки, Финляндия | 14    | 145.527 | 44,0 () | 8:59,6 (20) | 2:22,7 (6) | -       |

## Награды и звания
- Медаль «За трудовую доблесть» (27.04.1957) — «за успехи, достигнутые в деле развития массового физкультурного движения в стране, повышения мастерства советских спортсменов, и успешное выступление на международных соревнованиях»
- Заслуженный тренер РСФСР.
- Почётный гражданин города Кирова (2009)[16][17].